# فریتیوف سوهایم
فریتیوف سوهیم (به انگلیسی: Fridtjov Såheim) (زاده ۲ ژوئیهٔ ۱۹۶۸ ) بازیگر نروژی است.
از فیلم‌های معروف او می‌توان به بازی در فیلم موج، لیلیهامر و در خانه برای کریسمس اشاره کرد.